# Тонущая девушка
«Тонущая девушка» (англ. Drowning girl), также «Секретные сердца» (англ. Secret Hearts) или «Мне плевать! Я предпочту утонуть» (англ. I Don't Care! I'd Rather Sink) — картина американского художника Роя Лихтенштейна в жанре поп-арт. Выполнена масляными и синтетическими полимерными красками на холсте, написана в 1963 году. Находится в Нью-Йоркском музее современного искусства с 1971 года.

## Описание
Использование выноски с текстом «I Don’t Care! I’d Rather Sink — Than Call Brad For Help!» (с англ. — «Мне плевать! Я предпочту утонуть, но не позвать Брэда на помощь!») отсылает к комиксам, но сама картина имеет бо́льшие размеры — 171,6 × 169.5 см. Среди картин Лихтенштейна «Тонущая девушка» считается одной из наиболее значимых работ наравне с диптихом «Бу-ух!».
Тонущая девушка взята из обложки комикса «Run for Love!» от DC Comics, проиллюстрированного Тони Абруццо и оформленного Айрой Шнаппом в ноябре 1962 года.

## Критика
В 1993 году куратор Музея Соломона Гуггенхайма Диана Уолдман отметила, что Лихтенштейн сделал «Утопающую девушку» краеугольным камнем своей карьеры из-за «своего необыкновенного чувства организации». Согласно изданию 2007 года «Оксфордского словаря американского искусства и художников», работа представляет собой «смесь клише, мелодрамы, пафоса и абсурда...». В обзоре журнала Art Magazine за ноябрь 1963 года говорилось, что это одна из «самых мощных картин» выставки 1963 года в галерее Кастелли. В 2005 году Гари Гаррелс из Музея современного искусства написал, что работа представляет собой «поэтику совершенно банального, смещенной обыденности», что приводит к «изображению, застывшему во времени и пространстве», что делает его «знаковым».